# 金長神社
金長神社（きんちょうじんじゃ）在德島縣小松島市的著名神社。祭神是金長大明神。

## 概要
祭祀傳說中以阿波狸合戰聞名的金長狸的神社。金長死後，染物屋的茂右衛門將其尊為金長大明神，金長更在江戸時代後期的弘化5年（1848年）被加尊為正一位。 昭和31年（1956年）商業繁盛，其也被商人當做開運之神。